# Gumisie
Gumisie (ang. Disney’s Adventures of the Gummi Bears, 1985–1991) – serial animowany ze studia Disneya oraz nazwa głównych bohaterów serialu wyglądem przypominających niedźwiadki.

## Fabuła
Kreskówka opowiada o przygodach siedmiu Gumisiów, zamieszkujących swój rodzinny dom – Gumisiową Dolinę. Akcja toczy się w bliżej nieokreślonym europejskim średniowieczu. Gumisie znajdują się w centrum dziwnych i niezwykłych wydarzeń, jakie dzieją się na terenie królestwa Dunwyn i poza nim. Także postacie drugoplanowe, takie jak ogry, smoki, trolle, rycerze, olbrzymy, mają wyraźnie przypisane cechy charakteru.

## Obsada
- Paul Winchell –
  - Zami (1985–1990),
  - troll Nip,
  - różne role
- Jim Cummings –
  - Zami (1991),
  - różne role
- June Foray –
  - Bunia,
  - różne role
- Bill Scott –
  - Grafi (1985),
  - Toadie (1985),
  - Sir Tuxford (1985)
- Corey Burton –
  - Grafi (1986–1991),
  - Toadie (1986–1991),
  - szef Trolli,
  - różne role
- Katie Leigh –
  - Sani,
  - różne role
- Noelle North –
  - Kabi,
  - księżniczka Kala
- Lorenzo Music –
  - Tami,
  - różne role
- Christian Jacobs – Kevin (1985)
- Brett Johnson – Kevin (1986)
- David Faustino – Kevin (1987)
- Jason Marsden – Kevin (1988–1990)
- R.J. Williams – Kevin (1991)
- Michael Rye –
  - książę Ightorn,
  - król Gregor,
  - sir Gawain,
  - troll Tuck,
  - różne role
- Roger C. Carmel –
  - sir Tuxford (1986),
  - różne role
- Brian Cummings –
  - sir Tuxford (1987–1991),
  - Artie,
  - różne role
- Rob Paulsen –
  - Gusto,
  - różne role
- Will Ryan –
  - Gad,
  - Zook,
  - ogry,
  - Unwin,
  - różne role
- Tress MacNeille –
  - Lady Plaga,
  - różne role
- Walker Edmiston – sir Tarka
- Pat Musick – Ursa
- Peter Cullen –
  - Twardziel,
  - różne role
- Dana Hill – Buddy

## Wersja polska
Pierwsza emisja w Polsce miała miejsce 20 marca 1990 roku w ramach bloku „Kino Tik-Taka” (wówczas emitowana była tylko pierwsza seria we wtorki o 16:50, następne serie dochodziły po kolei w późniejszych emisjach na TVP1). Serial był kilkakrotnie powtarzany. Od 11 kwietnia 2004 do 2 stycznia 2005 TVP1 wyemitował jedynie 39 odcinków (37, w tym 2 powtórzono). Od 18 marca 2007 do 15 czerwca 2008 TVP1 wznowiło emisję serialu w niedzielnej Wieczorynce w bloku Walt Disney przedstawia. Od 6 września 2009 roku do wiosny 2011 roku serial był emitowany w telewizji Polsat. 22 stycznia 2012 serial ponownie powrócił na antenę TVP1 w niedzielnej Wieczorynce (odcinki nie były emitowane chronologicznie) i był emitowany do 20 stycznia 2013 roku. Od 1 kwietnia do 1 września 2013 roku serial był emitowany na antenie Disney Channel w godzinach porannych. Od 14 kwietnia 2014 roku serial jest emitowany w TV Puls 2, a od 15 października 2014 na antenie Disney Junior.
Wszystkie odcinki serialu dostępne są w serwisie Disney+.
Niektóre odcinki zdubbingowane zostały powtórnie przez studio Master Film. Wtedy to niektórym postaciom głosu użyczyły inne osoby, np. Tamiemu udzielił głosu January Brunov.
W Polsce serial został wydany m.in. na kasetach magnetofonowych (dubbing), VHS (lektor/dubbing) i DVD (dubbing).

### Pierwsza wersja
Wersja polska: Telewizyjne Studia Dźwięku

Reżyseria:
- Elżbieta Jeżewska (odc. 1-42),
- Andrzej Bogusz (odc. 43-65)

Dialogi:
- Elżbieta Kowalska (odc. 1-10, 14-65),
- Elżbieta Jeżewska (odc. 11-13)

Dźwięk:
- Andrzej Kowal (odc. 1-20),
- Krzysztof Nawrot (odc. 21-47),
- Paweł Gniado (odc. 49-65)

Montaż: Zofia Dmoch

Kierownik produkcji: Dorota Filipek-Załęska

Opracowanie muzyczne: Wojciech Głuch (odc. 14)

Obsada: Elżbieta Jeżewska (odc. 43-47)

Wystąpili:
- Stanisław Brudny – Zami
- Zofia Gładyszewska – Bunia
- Jacek Bursztynowicz – Grafi
- Magdalena Wołłejko – Sani
- Małgorzata Duda – Kabi (odc. 1-26, 37-65)
- Monika Jóźwik –
  - Kabi (odc. 27-36),
  - chłopak (odc. 35b),
  - Buddy (odc. 63)
- Andrzej Bogusz –
  - Tami,
  - ogry,
  - strażnik #2 (odc. 35b),
  - marynarz na bocianim gnieździe (odc. 39),
  - członek załogi Markiza de Bouillabaisse (odc. 62)
- Krzysztof Tyniec – Gusto
- Tomasz Ozga – Kevin (odc. 1-26)
- Katarzyna Tatarak – Kevin (odc. 27-65)
- Iwona Rulewicz –
  - księżniczka Kala,
  - mały Gumiś (odc. 13)
- Włodzimierz Bednarski – książę Ightorn
- Andrzej Arciszewski – Toadie
- Wiesław Machowski – król Gregor
- Zbigniew Borek –
  - Arti (oprócz odc. 55),
  - ogry,
  - Unwin (odc. 34)
- Jerzy Złotnicki – sir Tuxford
- Ewa Smolińska –
  - Lady Plaga,
  - Wiedźma / księżna Melwa (odc. 23b)
- Tomasz Kozłowicz – Unwin (odc. 1-14)
- Paweł Galia –
  - Unwin (odc. 16a, 37b),
  - szef Trolli (oprócz odc. 46),
  - Chimera (odc. 8b),
  - smok Bąbelek (odc. 12a),
  - Krasnal Usypiacz (odc. 12b),
  - syn Lodobrodego (odc. 27a),
  - strażnik Fatalnego Zegara (odc. 32a),
  - odmłodzone ogry (odc. 36a),
  - zbój Rocky (odc. 37a),
  - człowiek, któremu zbóje ukradli złoto (odc. 37a),
  - główny pilot skrzydlański (odc. 38),
  - troll Nip (odc. 46),
  - Buddy (odc. 47)
  - Arti (odc. 55),
  - mnich #1 (odc. 57a),
- Mariusz Leszczyński –
  - ogr Gad (oprócz odc. 40a),
  - ogry,
  - jeden z rycerzy króla Gregora,
  - woźnica zmierzający do Dunwyn (odc. 17),
  - herold ogłaszający nagrodę za Karmazynowego Mściciela (odc. 17),
  - strażnik #1 (odc. 17, 35b),
  - czarownik sprzedający Gwiazdę z Jeziora Księżycowego (odc. 23a),
  - jeden z drwali (odc. 26b),
  - Lodobrody (odc. 27a),
  - sir Gumizuch z Gumisiowego Zamczyska (odc. 28),
  - handlarz (odc. 35b),
  - oberżysta (odc. 35b),
  - ogr Zook (odc. 36a, 40a),
  - strażnik #1 (odc. 36b),
  - Rogal Zdobywca (odc. 37a),
  - człowiek, któremu zbóje ukradli ubrania (odc. 37a),
  - Garth (odc. 37b),
  - herold (odc. 37b),
  - troll Tuck (odc. 46, 57a),
  - duch z siwymi włosami - strażnik czarodziejskiej zbroi Elfrika (odc. 50),
  - członek załogi Markiza de Bouillabaisse (odc. 62)
- Leopold Matuszczak –
  - ogr Zook (oprócz odc. 35-36, 40a),
  - ogry,
  - troll Tuck (odc. 24b),
  - mieszkańcy Dunwyn (odc. 22a),
  - duch z rudymi włosami - strażnik czarodziejskiej zbroi Elfrika (odc. 50),
  - troll Nip (odc. 57a),
  - mieszkaniec dający ofiary zakonnikom (odc. 57a),
  - markiz de Bouillabaisse (odc. 62)
- Rafał Kowalski –
  - ogry,
  - jeden z rycerzy króla Gregora (odc. 1),
  - Garpie (odc. 4),
  - ambasador Dribbly (odc. 6),
  - kłusownik (odc. 7a, 17),
  - woźnica zaatakowany przez dzika (odc. 7b),
  - strażnik oznajmiający porwanie Kali (odc. 14),
  - Flint Shrubwood (odc. 15b),
  - troll Nip (16a, 24b),
  - nauczyciel Kali (16b),
  - człowiek ocalony przez Karmazynowego Mściciela (odc. 17),
  - strażnik #2 (odc. 17),
  - potwór (odc. 19),
- Jan Kulczycki –
  - ogry,
  - Garpie (odc. 4),
  - strażnik (odc. 13),
  - mieszkańcy Dunwyn (odc. 22a),
  - wąsaty gumiś (odc. 28),
  - ogr Zook (odc. 35a),
  - rozbójnik #2 (odc. 35b),
  - Baldwin (odc. 35b),
  - sprzedawca owoców (odc. 35b),
  - strażnik #2 (odc. 36b),
  - zbój Bąbel (odc. 37a),
  - zbój Piącha (odc. 37a),
  - człowiek, któremu zbóje ukradli żywność (odc. 37a),
  - Roland (odc. 37b),
  - Skrzydlanie (odc. 38),
  - ogr Gad (odc. 40a),
  - szef Trolli (odc. 46),
  - Gumiś z Ponurowego Lasu z kucykiem (odc. 47)
  - członek załogi Markiza de Bouillabaisse (odc. 62)
- Andrzej Butruk –
  - ogry,
  - naśmiewający się rycerz (odc. 7b),
  - duch sir Gallanta (odc. 32a),
  - mieszkaniec Dunwyn (odc. 35b)
- Henryk Łapiński –
  - sir Tarka,
  - sir Gawain,
  - przewodniczący Rady Gumisiów (odc. 28),
  - gnom Nestor (odc. 52b)
- Krystyna Wachelko –
  - Ursa,
  - kobieta na targu (odc. 17),
  - mama Miltona (odc. 56)
- Tomasz Marzecki –
  - Twardziel,
  - król Jean-Claude,
  - jeden z rycerzy króla Gregora (odc. 46),
  - mnich #2 (odc. 57a),
  - mięśniak (odc. 57a),
- Grzegorz Wons –
  - sir Victor,
  - stary Gumiś (odc. 13),
  - Bajachelli (odc. 33b)
- Ewa Serwa – księżniczka Marie
- Jacek Jarosz –
  - Angelo Davini (odc. 2a),
  - kucharz Brzusio (odc. 22a),
  - doktor Dexter (odc. 40a),
  - gnom Norm (odc. 52b),
  - mnich #1 (odc. 57a),
  - sternik statku króla Gregora (odc. 62),
  - Jabber (odc. 63)
- Małgorzata Leśniewska –
  - smoczyca (odc. 3a),
  - jedno z drzew z Lasu Fagowego (odc. 25),
  - szlachcianka (odc. 35b)
- Andrzej Szenajch –
  - Król Garpi (odc. 4),
  - Zorlak (odc. 19)
- Jacek Dzisiewicz –
  - Olbrzym (odc. 5b),
  - Gumisiowy Rycerz (odc. 28),
  - rozbójnik #1 (odc. 35b)
- Danuta Przesmycka –
  - Olbrzym jako dziecko (odc. 5b),
  - Milton (odc. 56)
- Lech Ordon –
  - Dom Gordo z Gentu (odc. 10b),
  - opat Costello (odc. 57a)
- Dorota Kawęcka – Trina (odc. 11a),
- Adam Ferency –
  - Czami (odc. 14),
  - Nogum (odc. 32b),
  - lord Willoughby (odc. 34)
- Piotr Wyszomirski – woźnica (odc. 16a)
- Ryszard Olesiński –
  - Rudzielec (odc. 17),
  - szczurołap (odc. 33a)
- Aleksander Gawroński – bliźniacy złodzieje (odc. 17)
- Zygmunt Hobot – ogr Kijanka (odc. 22b),
- Irena Malarczyk – Wielka Lipa z Lasu Fagowego (odc. 25)
- Maria Szadkowska – jedno z drzew z Lasu Fagowego (odc. 25)
- Elżbieta Jagielska – jedno z drzew z Lasu Fagowego (odc. 25)
- Dorota Dobrowolska-Ferenc – Akwarianna (odc. 26a)
- Józef Mika –
  - jeden z drwali (odc. 26b),
  - Chichotek (odc. 29a),
  - chudy brat Miltona (odc. 56),
  - Rafi (odc. 58)
- Krystyna Miecikówna – wróżka Wooddale (odc. 28)
- Krzysztof Mielańczuk –
  - książę Yen Moon (odc. 30),
  - Omar (odc. 58)
- Aleksander Mikołajczak – król Skrzydlan (odc. 38)
- Robert Rozmus –
  - minstrel (odc. 36b),
  - chłopiec (odc. 47)
- Agnieszka Kunikowska –
  - Pajęczyca (odc. 49),
  - kobieta (odc. 57a)
- Janusz Bukowski –
  - Obibok (odc. 52b),
  - Król Garpi (odc. 54),
  - Le Grand Fromage (odc. 56),
  - Gabber (odc. 63)
- Krzysztof Strużycki –
  - gnom Nemo (odc. 52b),
  - pomagier Le Grand Fromage’a #1 (odc. 56),
  - gruby brat Miltona (odc. 56),
  - sługa Carney’iego (odc. 57b)
- Mieczysław Hryniewicz – Momo (odc. 54)
- Adam Kamień – pomagier Le Grand Fromage’a #2 (odc. 56)
- Maciej Robakiewicz – Carney (odc. 57b)
- Ewa Wawrzoń – madame Placebo (odc. 60)

i inni
Piosenkę śpiewał:
- Andrzej Zaucha (emisja telewizyjna)
- Stefan Każuro (wersja na VHS)[1]

Tekst piosenki: Dorota Filipek-Załęska

Lektor: Janusz Szydłowski

### Druga wersja odc. 30-33 (zdubbingowane w 2004 roku), 39, 48 (zdubbingowane ok. 1999–2000 roku)
Wersja polska: Master Film na zlecenie Disney Character Voices International

Reżyseria:
- Małgorzata Boratyńska (odc. 30-33),
- Elżbieta Jeżewska (odc. 39, 48)

Dialogi:
- Katarzyna Wojsz (odc. 30-33),
- Dorota Filipek-Załęska (odc. 39, 48),

Dźwięk:
- Urszula Ziarkiewicz (odc. 30-33),
- Elżbieta Mikuś (odc. 30-33, 39, 48)

Montaż:
- Agnieszka Kołodziejczyk (odc. 30-33),
- Jan Graboś (odc. 39, 48)

Kierownik produkcji:
- Agnieszka Kołodziejczyk (odc. 30-33)
- Ewa Chmielewska (odc. 39, 48)

Wystąpili:
- Stanisław Brudny – Zami
- Zofia Gładyszewska – Bunia
- Jacek Bursztynowicz – Grafi
- Magdalena Wołłejko – Sani (oprócz odc. 39)
- Jolanta Wilk – Sani (odc. 39)
- Małgorzata Duda – Kabi
- January Brunov – Tami
- Krzysztof Tyniec – Gusto
- Jacek Wolszczak – Kevin (odc. 48)
- Iwona Rulewicz – księżniczka Kala
- Włodzimierz Bednarski – książę Ightorn
- Andrzej Arciszewski – Toadie
- Wiesław Machowski – król Gregor
- Mieczysław Morański –
  - Arti,
  - szczurołap (odc. 33a)
- Jerzy Złotnicki – sir Tuxford
- Paweł Szczesny –
  - ogr Gad,
  - marynarz na bocianim gnieździe (odc. 39),
  - chudy strażnik (odc. 48)
- Mariusz Leszczyński – ogr Zook
- Tomasz Bednarek – książę Yen Moon (odc. 30)
- Wojciech Machnicki –
  - strażnik (odc. 30),
  - ogry (odc. 31a)
- Mariusz Benoit – duch Sir Gallanta (odc. 32a)
- Mirosław Wieprzewski – strażnik Zegara Apokalipsy (odc. 32a)
- Wojciech Paszkowski –
  - Nogum (odc. 32b)
  - sir Gaya (odc. 48)
- Janusz Wituch – Ratachelli (odc. 33b)
- Jan Kulczycki – gruby strażnik (odc. 48)

i inni
Piosenkę śpiewał: Andrzej Zaucha

Tekst piosenki: Dorota Filipek-Załęska

Lektor:  Janusz Szydłowski

### Dubbing na VHS i DVD odcinki 1-2, 4-5, 10-11, 15, (zdubbingowane ok. 1996 roku)
Wersja polska: Master Film

Reżyseria: Elżbieta Jeżewska (odc. 2)

Dialogi: Elżbieta Kowalska (odc. 2)

Dźwięk: Anna Barczewska (odc. 2)

Montaż: Jan Graboś (odc. 2)

Kierownik produkcji: Dorota Suske-Bodych (odc. 2)

Wystąpili:
- Stanisław Brudny – Zami
- Zofia Gładyszewska – Bunia
- Jacek Bursztynowicz – Grafi
- Magdalena Wołłejko – Sani
- Małgorzata Duda – Kabi
- January Brunov – Tami
- Krzysztof Tyniec – Gusto
- Jan Paszkowski – Kevin
- Iwona Rulewicz – księżniczka Kala
- Włodzimierz Bednarski – książę Ightorn
- Andrzej Arciszewski – Toadie
- Wiesław Machowski – król Gregor
- Jerzy Złotnicki – sir Tuxford
- Tomasz Kozłowicz – Unwin
- Mariusz Leszczyński – 
  - żółty ogr (odc. 1),
  - król Garpi (odc. 4)
- Leopold Matuszczak – zielony ogr (odc. 1)
- Jan Kulczycki – pomarańczowy ogr (odc. 1)
- Mirosław Guzowski – Angelo Davini (odc. 2a)
- Jacek Czyż – Olbrzym (odc. 5b)
- Lucyna Malec – Olbrzym jako chłopiec (odc. 5b)

i inni
Tekst piosenki: Dorota Filipek-Załęska

Opracowanie muzyczne: Eugeniusz Majchrzak

Śpiewał: Stefan Każuro

Lektor: Janusz Szydłowski

### Wersja lektorska
- Opracowanie tekstu: Elżbieta Nagłowska
- Czytał: Maciej Gudowski

## Spis odcinków
| N/o                      | Oryginalna premiera | Polska premiera | Polski tytuł                                                             | Oryginalny tytuł                      |
| ------------------------ | ------------------- | --------------- | ------------------------------------------------------------------------ | ------------------------------------- |
|                          |                     |                 |                                                                          |                                       |
| SERIA PIERWSZA (1985)    |                     |                 |                                                                          |                                       |
|                          |                     |                 |                                                                          |                                       |
| 01                       | 14.09.1985          | 20.03.1990      | Tak to się zaczęło (wersja na DVD: I tak to się zaczęło)                 | A New Beginning                       |
|                          |                     |                 |                                                                          |                                       |
| 02                       | 21.09.1985          | 27.03.1990      | Złowrogi rzeźbiarz                                                       | The Sinister Sculptor                 |
| 02                       | 21.09.1985          | 27.03.1990      | Zami sprawia kłopoty (wersja na VHS: Zami w akcji)                       | Zummi Makes It Hot                    |
|                          |                     |                 |                                                                          |                                       |
| 03                       | 28.09.1985          | 03.04.1990      | Tajemnicze odciski stóp                                                  | Someday My Prints Will Come           |
| 03                       | 28.09.1985          | 03.04.1990      | Muzykalny smok                                                           | Can I Keep Him?                       |
|                          |                     |                 |                                                                          |                                       |
| 04                       | 05.10.1985          | 10.04.1990      | Śpiewający ptak (wersja na VHS i DVD: Gumiś w złotej klatce)             | A Gummi In A Gilded Cage              |
|                          |                     |                 |                                                                          |                                       |
| 05                       | 12.10.1985          | 17.04.1990      | Wyrocznia                                                                | The Oracle                            |
| 05                       | 12.10.1985          | 17.04.1990      | Olbrzym i kamień życzeń (wersja na VHS i DVD: Kamień Życzeń)             | When You Wish Upon A Stone            |
|                          |                     |                 |                                                                          |                                       |
| 06                       | 26.10.1985          | 24.04.1990      | Czarodziejska czapka                                                     | A Gummi By Any Other Name             |
|                          |                     |                 |                                                                          |                                       |
| 07                       | 02.11.1985          | 08.05.1990      | Tu twoje miejsce                                                         | Loopy, Go Home                        |
| 07                       | 02.11.1985          | 08.05.1990      | Pojedziemy na łów                                                        | A Hunting We Will Go                  |
|                          |                     |                 |                                                                          |                                       |
| 08                       | 09.11.1985          | 15.05.1990      | Płot czy strach na wróble                                                | The Fence Sitter                      |
| 08                       | 09.11.1985          | 15.05.1990      | Noc Chimery                                                              | Night Of The Gargoyle                 |
|                          |                     |                 |                                                                          |                                       |
| 09                       | 23.11.1985          | 22.05.1990      | Tajemnica soku z gumijagód                                               | The Secret Of The Juice               |
|                          |                     |                 |                                                                          |                                       |
| 10                       | 30.11.1985          | 29.05.1990      | Dwa magiczne słowa (wersja na VHS i DVD: Czarodziejskie słowa)           | Sweet And Sour Gruffi                 |
| 10                       | 30.11.1985          | 29.05.1990      | Pojedynek czarnoksiężników (wersja na VHS i DVD: Pojedynek magów)        | Duel Of The Wizards                   |
|                          |                     |                 |                                                                          |                                       |
| 11                       | 07.12.1985          | 05.06.1990      | Widzisz właśnie mnie (wersja na VHS i DVD: Zaradna pasterka)             | What You See Is Me                    |
| 11                       | 07.12.1985          | 05.06.1990      | Szalona podróż Toadiego (wersja na VHS i DVD: Szalona wyprawa Toadiego)  | Toadie’s Wild Ride                    |
|                          |                     |                 |                                                                          |                                       |
| 12                       | 14.12.1985          | 19.06.1990      | Kłopoty z Bąbelkiem                                                      | Bubble Trouble                        |
| 12                       | 14.12.1985          | 19.06.1990      | Gumiś w obcej krainie                                                    | A Gummi In A Strange Land             |
|                          |                     |                 |                                                                          |                                       |
| 13                       | 21.12.1985          | 15.09.1991      | Światło daje moc                                                         | Light Makes Right                     |
|                          |                     |                 |                                                                          |                                       |
| SERIA DRUGA (1986)       |                     |                 |                                                                          |                                       |
|                          |                     |                 |                                                                          |                                       |
| 14                       | 13.09.1986          | 22.09.1991      | Hop i w górę                                                             | Up, Up And Away                       |
|                          |                     |                 |                                                                          |                                       |
| 15                       | 20.09.1986          | 29.09.1991      | Szybszy niż najszybszy Tami (wersja na VHS: Niedościgniony Tami)         | Faster Than A Speeding Tummy          |
| 15                       | 20.09.1986          | 29.09.1991      | Za kilka suwerenów                                                       | For A Few Sovereigns More             |
|                          |                     |                 |                                                                          |                                       |
| 16                       | 04.10.1986          | 06.10.1991      | Za rzeką wśród Trolli                                                    | Over The River And Through The Trolls |
| 16                       | 04.10.1986          | 06.10.1991      | Nie zasypiać gruszek w popiele                                           | You Snooze, You Lose                  |
|                          |                     |                 |                                                                          |                                       |
| 17                       | 18.10.1986          | 13.10.1991      | Karmazynowy Mściciel                                                     | The Crimson Avenger                   |
| 18                       | 18.10.1986          | 20.10.1991      | Czarny rycerz                                                            | A Hard Dazed Knight                   |
| 18                       | 18.10.1986          | 20.10.1991      | Nie czyń Ogrowi                                                          | Do Unto Ogres                         |
|                          |                     |                 |                                                                          |                                       |
| 19                       | 25.10.1986          | 27.10.1991      | Na kogo działa czar                                                      | For Whom The Spell Holds              |
|                          |                     |                 |                                                                          |                                       |
| 20                       | 15.11.1986          | 03.11.1991      | Zagubione misie                                                          | Little Bears Lost                     |
| 20                       | 15.11.1986          | 03.11.1991      | Gumisiowa tradycja                                                       | Guess Who’s Gumming To Dinner         |
|                          |                     |                 |                                                                          |                                       |
| 21                       | 29.11.1986          | 10.11.1991      | Króciutki, próbny rejs                                                   | My Gummi Lies Over The Ocean          |
|                          |                     |                 |                                                                          |                                       |
| SERIA TRZECIA (1987)     |                     |                 |                                                                          |                                       |
|                          |                     |                 |                                                                          |                                       |
| 22                       | 12.10.1987          | 17.11.1991      | Gdzie kucharek sześć                                                     | Too Many Cooks                        |
| 22                       | 12.10.1987          | 17.11.1991      | Odrobina sprytu na co dzień                                              | Just A Tad Smarter                    |
|                          |                     |                 |                                                                          |                                       |
| 23                       | 19.10.1987          | 24.11.1991      | Gdybym był tobą                                                          | If I Were You                         |
| 23                       | 19.10.1987          | 24.11.1991      | Nie to ładne, co się wydaje                                              | Eye Of The Beholder                   |
|                          |                     |                 |                                                                          |                                       |
| 24                       | 26.10.1987          | 01.12.1991      | Uczeń czarnoksiężnika                                                    | Presto Gummo                          |
| 24                       | 26.10.1987          | 01.12.1991      | Drogocenna jabłoń                                                        | A Tree Grows In Dunwyn                |
|                          |                     |                 |                                                                          |                                       |
| 25                       | 03.10.1987          | 08.12.1991      | Dzień czereńczy                                                          | Day Of The Beevilweevils              |
|                          |                     |                 |                                                                          |                                       |
| 26                       | 10.10.1987          | 15.12.1991      | Akwarianna                                                               | Water Way To Go                       |
| 26                       | 10.10.1987          | 15.12.1991      | Bliskie spotkania gumisiowego stopnia                                    | Close Encounters Of The Gummi Kind    |
|                          |                     |                 |                                                                          |                                       |
| 27                       | 31.10.1987          | 17.01.1993      | Lodobrody                                                                | Snows Your Old Man                    |
| 27                       | 31.10.1987          | 17.01.1993      | Łasicudki                                                                | Boggling The Bears                    |
|                          |                     |                 |                                                                          |                                       |
| 28                       | 05.12.1987          | 24.01.1993      | Rycerze z Gumisiowego Zamczyska                                          | The Knights of Gummadoon              |
|                          |                     |                 |                                                                          |                                       |
| 29                       | 12.12.1987          | 31.01.1993      | Chichotek                                                                | Mirthy Me                             |
| 29                       | 12.12.1987          | 31.01.1993      | Matka Gryfów                                                             | Gummi Dearest                         |
|                          |                     |                 |                                                                          |                                       |
| SERIA CZWARTA (1988)     |                     |                 |                                                                          |                                       |
|                          |                     |                 |                                                                          |                                       |
| 30                       | 10.09.1988          | 07.02.1993      | Siedmioro wspaniałych                                                    | The Magnificent Seven Gummies         |
|                          |                     |                 |                                                                          |                                       |
| 31                       | 17.09.1988          | 14.02.1993      | Ightorn muzykant (stary dubbing: Zaczarowane dudy)                       | Music Hath Charms                     |
| 31                       | 17.09.1988          | 14.02.1993      | W kostiumie każdy umie (stary dubbing: Dzień szaleństw)                  | Dress For A Success                   |
|                          |                     |                 |                                                                          |                                       |
| 32                       | 24.09.1988          | 21.02.1993      | Obłędny rycerz (stary dubbing: Gumisiowy rycerz)                         | A Knight To Remember                  |
| 32                       | 24.09.1988          | 21.02.1993      | Jak się bawić to się bawić (stary dubbing: Zbzikowana para)              | Gummies Just Want To Have Fun         |
|                          |                     |                 |                                                                          |                                       |
| 33                       | 01.10.1988          | 28.02.1993      | Wszędzie dobrze, ale w domu najlepiej (stary dubbing: Nie ma jak w domu) | There’s No Place Like Home            |
| 33                       | 01.10.1988          | 28.02.1993      | Misiu kolorowy (stary dubbing: Wielki artysta)                           | Color Me Gummi                        |
|                          |                     |                 |                                                                          |                                       |
| 34                       | 15.10.1988          | 07.03.1993      | Kto się śmieje ostatni                                                   | He Who Laughs Last                    |
|                          |                     |                 |                                                                          |                                       |
| 35                       | 29.10.1988          | 14.03.1993      | Bohaterski Tami                                                          | Tummi’s Last Stand                    |
| 35                       | 29.10.1988          | 14.03.1993      | Powrót Karmazynowego Mściciela (I)                                       | The Crimson Avenger Strikes Again     |
|                          |                     |                 |                                                                          |                                       |
| 36                       | 12.11.1988          | 21.03.1993      | Urodzaj na Ogry                                                          | Ogre Baby Boom                        |
| 36                       | 12.11.1988          | 21.03.1993      | Biały rycerz                                                             | The White Knight                      |
|                          |                     |                 |                                                                          |                                       |
| 37                       | 03.12.1988          | 28.03.1993      | Gumiś to dobry sąsiad                                                    | Good Neigbor Gummi                    |
| 37                       | 03.12.1988          | 28.03.1993      | Dziewczyny mają wychodne                                                 | Girl’s Knight Out                     |
|                          |                     |                 |                                                                          |                                       |
| 38                       | 10.12.1988          | 04.04.1993      | Skrzydlaty Gumiś                                                         | Top Gum                               |
|                          |                     |                 |                                                                          |                                       |
| 39                       | 17.12.1988          | 11.04.1993      | Morska przygoda Gumisiów (stary dubbing: Zamorska wyprawa)               | Gummi’s At Sea                        |
|                          |                     |                 |                                                                          |                                       |
| SERIA PIĄTA (1989)       |                     |                 |                                                                          |                                       |
|                          |                     |                 |                                                                          |                                       |
| 40                       | 09.09.1989          | 18.04.1993      | Cudowny eliksir                                                          | A Gummi A Day Keeps The Doctor Away   |
| 40                       | 09.09.1989          | 18.04.1993      | Tam, gdzie śpi olbrzym                                                   | Let Sleeping Giants Lie               |
|                          |                     |                 |                                                                          |                                       |
| 41                       | 16.09.1989          | 25.04.1993      | Droga do Ursalii                                                         | The Road To Ursalia                   |
|                          |                     |                 |                                                                          |                                       |
| 42                       | 23.09.1989          | 02.05.1993      | Most na rzece Gumiś                                                      | Bridge On The River Gummi             |
| 42                       | 30.09.1989          | 02.05.1993      | Życie towarzyskie                                                        | Life Of The Party                     |
|                          |                     |                 |                                                                          |                                       |
| 43                       | 07.10.1989          | 09.05.1993      | Przez żołądek do…                                                        | My Kingdom For A Pie                  |
| 43                       | 21.10.1989          | 09.05.1993      | Świat według Gusta                                                       | The World According To Gusto          |
|                          |                     |                 |                                                                          |                                       |
| 44                       | 04.11.1989          | 16.05.1993      | Jeden dzień z życia Ogra                                                 | Ogre For A Day                        |
|                          |                     |                 |                                                                          |                                       |
| 45                       | 11.11.1989          | 23.05.1993      | Kłopoty z księżniczką                                                    | Princess Problems                     |
| 45                       | 18.11.1989          | 23.05.1993      | Gumiś najlepszym przyjacielem Gumisia                                    | A Gummi Is A Gummi’s Best Friend      |
|                          |                     |                 |                                                                          |                                       |
| 46                       | 09.12.1989          | 30.05.1993      | Ważne, żeby szukać                                                       | Beg, Burrow And Steal                 |
|                          |                     |                 |                                                                          |                                       |
| 47                       | 16.12.1989          | 06.06.1993      | Powrót do Ursalii                                                        | Return To Ursalia                     |
|                          |                     |                 |                                                                          |                                       |
| SERIA SZÓSTA (1990–1991) |                     |                 |                                                                          |                                       |
|                          |                     |                 |                                                                          |                                       |
| 48                       | 18.09.1990          | 21.08.1994      | Młyniec Tuxforda (stary dubbing: Obrót Tuxforda)                         | Tuxford’s Turnaround                  |
|                          |                     |                 |                                                                          |                                       |
| 49                       | 19.10.1990          | 28.08.1994      | Niepowtarzalny Gumiś                                                     | Thornberry To The Rescue              |
|                          |                     |                 |                                                                          |                                       |
| 50                       | 19.09.1990          | 04.09.1994      | Toadie zdobywca                                                          | Toadie The Conqueror                  |
|                          |                     |                 |                                                                          |                                       |
| 51                       | 10.09.1990          | 11.09.1994      | Kto najciężej pracuje                                                    | A Gummi’s Work Is Never Done          |
|                          |                     |                 |                                                                          |                                       |
| 52                       | 25.09.1990          | 18.09.1994      | Zami ma kłopoty                                                          | Zummi In Slumberland                  |
| 52                       | 06.11.1990          | 18.09.1994      | Przepis na kłopoty                                                       | A Recipe For Trouble                  |
|                          |                     |                 |                                                                          |                                       |
| 53                       | 26.09.1990          | 25.09.1994      | Wielka kapa Gumisiów                                                     | Patchwork Gummi                       |
|                          |                     |                 |                                                                          |                                       |
| 54                       | 15.11.1990          | 02.10.1994      | Królowa Sani                                                             | Queen Of The Carpies                  |
|                          |                     |                 |                                                                          |                                       |
| 55                       | 18.02.1991          | 09.10.1994      | Skradziona młodość                                                       | Rocking Chair Bear                    |
|                          |                     |                 |                                                                          |                                       |
| 56                       | 05.11.1990          | 16.10.1994      | Powrót Karmazynowego Mściciela (II)                                      | Once More, The Crimson Avenger        |
|                          |                     |                 |                                                                          |                                       |
| 57                       | 12.09.1990          | 23.10.1994      | Braciszek Tami                                                           | Friar Tum                             |
| 57                       | 06.01.1990          | 23.10.1994      | Nie ufaj każdemu Gumisiowi                                               | Never Give A Gummi An Even A Break    |
|                          |                     |                 |                                                                          |                                       |
| 58                       | 19.11.1990          | 30.10.1994      | Okaż im przyjaźń                                                         | True Gritty                           |
|                          |                     |                 |                                                                          |                                       |
| 59                       | 19.02.1991          | 06.11.1994      | Jak bliźnięta                                                            | Trading Faces                         |
|                          |                     |                 |                                                                          |                                       |
| 60                       | 14.02.1991          | 13.11.1994      | Tami ma kłopoty                                                          | Tummi Trouble                         |
|                          |                     |                 |                                                                          |                                       |
| 61                       | 21.02.1991          | 20.11.1994      | Wachlarzoogone Zefiry                                                    | Wings Over Dunwyn                     |
|                          |                     |                 |                                                                          |                                       |
| 62                       | 20.02.1991          | 27.11.1994      | Która lepsza                                                             | May The Best Princess Win             |
|                          |                     |                 |                                                                          |                                       |
| 63                       | 22.02.1991          | 04.12.1994      | Egzamin na Barbaka                                                       | Rite Stuff                            |
|                          |                     |                 |                                                                          |                                       |
| 64                       | 27.11.1990          | 11.12.1994      | Król Igthorn cz. 1                                                       | King Igthorn I                        |
| 65                       | 28.11.1990          | 18.12.1994      | Król Igthorn cz. 2                                                       | King Igthorn II                       |
|                          |                     |                 |                                                                          |                                       |

## DVD
Wydano cztery płyty DVD z Gumisiami z dubbingiem ze studia Master Film. Istnieją również podobne wydania VHS. Wyposażone zostały one w piosenkę tytułową z nowym polskim tłumaczeniem i wykonaniem. Były to:
1. Witajcie w Gumisiowym Grodzie[8]
  - Zawiera odcinki: I tak to się zaczęło, Złowrogi Rzeźbiarz, Zammi w akcji
2. Niebo pełne Gumisiów[9]
  - Zawiera odcinki: Gumiś w złotej klatce, Wyrocznia, Kamień życzeń
3. Podniebna wyprawa[10]
  - Zawiera odcinki: Niedościgniony Tummi, Podniebna Przygoda, Wielki Gumiskop
4. Szalona wyprawa[11]
  - Zawiera odcinki: Szalona wyprawa Toadiego, Czarodziejskie słowa, Pojedynek magów, Zaradna Pasterka
5. Kraina osobliwości[12]
  - Zawiera odcinki: Jagodowy łakomczuch, Noc chimery, Wilczku, wracaj do domu, Potyczka z dzikiem

Ponadto, w ostatnich latach wydawano standardowo zdubbingowane (czyli tak, jak wyświetla się je w telewizji) zestawy po 5 odcinków. Sezon 1. wydał CD Projekt, a sezon 2. – Galapagos.

## Nagrody
Kreskówka była nominowana do nagrody Emmy.